# Leštiny
Leštiny est une commune du district de Dolný Kubín, dans la région de Žilina, en Slovaquie.

## Histoire
La première mention écrite de la localité date de 1381.

## Démographie

### Évolution de la population
| Année:               | 1994. | 2004. | 2014.    | 2024.    |
| -------------------- | ----- | ----- | -------- | -------- |
| Nombre de personnes: | 225   | 225   | 265      | 308      |
| Différence:          |       | +0 %  | +17,77 % | +16,22 % |

| Année:               | 2023. | 2024.   |
| -------------------- | ----- | ------- |
| Nombre de personnes: | 309   | 308     |
| Différence:          |       | -0,32 % |